# Argyronympha adustata
Argyronympha adustata är en fjärilsart som beskrevs av Hans Fruhstorfer 1911. Argyronympha adustata ingår i släktet Argyronympha och familjen praktfjärilar. Inga underarter finns listade i Catalogue of Life.